# DFB-Pokal 1956
DFB-Pokalsieger 1956 wurde der Karlsruher SC. Er konnte damit seinen Titel aus dem Jahr 1955 verteidigen, was ihm als erstem Verein seit 1941 (Dresdner SC) gelang. Für die Endrunde wurden fünf Mannschaften von den Regionalverbänden Nord (Hamburger SV), West (Fortuna Düsseldorf), Südwest (FK Pirmasens), Süd (Karlsruher SC) und Berlin (Spandauer SV) nominiert. Das Finale fand am 5. August 1956 vor 25.000 Zuschauern im Wildparkstadion in Karlsruhe statt.

## Teilnehmende Mannschaften
Für das Ausscheidungsspiel bzw. das Halbfinale waren folgende 5 Mannschaften qualifiziert:
| Vertreter der Regionalverbände Die 5 Regionalpokalsieger der Saison 1955/56                                                                                  |
| - Norddeutschland Hamburger SV - Westdeutschland Fortuna Düsseldorf - Südwestdeutschland FK Pirmasens - Süddeutschland Karlsruher SC 1 - Berlin Spandauer SV |

## Ausscheidungsspiel
| Datum         |              | Ergebnis  |              |
| ------------- | ------------ | --------- | ------------ |
| So 29.04.1956 | Spandauer SV | 0:1 (0:1) | FK Pirmasens |

## Halbfinale
| Datum         |                    | Ergebnis  |               |
| ------------- | ------------------ | --------- | ------------- |
| Sa 05.05.1956 | Fortuna Düsseldorf | 1:2 (0:1) | Hamburger SV  |
| So 06.05.1956 | FK Pirmasens       | 1:5 (0:2) | Karlsruher SC |

## Finale
| Paarung        | Karlsruher SC – Hamburger SV |
| Ergebnis       | 3:1 (1:1) |
| Datum          | Sonntag, 5. August 1956 |
| Stadion        | Wildparkstadion, Karlsruhe |
| Zuschauer      | 25.000 |
| Schiedsrichter | Adolf Loser (Essen) |
| Tore           | 0:1 Seeler (16.) 1:1 Termath (40.) 2:1 Termath (63.) 3:1 Kohn (87.) |
| Karlsruher SC  | Rudi Fischer, Werner Hesse, Walter Baureis, Heinz Ruppenstein, Siegfried Geesmann, Gerhard Siedl, Oswald Traub, Kurt Sommerlatt, Antoine "Spitz" Kohn, Heinz Beck, Bernhard Termath Cheftrainer: Ludwig Janda         |
| Hamburger SV   | Horst Schnoor, Franz Klepacz, Walter Schemel, Jochenfritz Meinke, Josef Posipal, Karl-Heinz Liese, Gerhard Krug, Klaus Stürmer, Uwe Seeler, Günter Schlegel, Uwe Reuter Cheftrainer: Martin Wilke und Günter Mahlmann |

| Spielbericht |
| Obwohl der Titelverteidiger vor heimischen Publikum antrat, zeigten sich die Hamburger davon zunächst unbeeindruckt, gingen durch Uwe Seeler bereits nach einer Viertelstunde in Führung und schienen das Spiel im Griff zu haben. Nachdem der HSV jedoch etliche Chancen ausgelassen hatte, konnten die Badener durch Termath kurz vor der Pause ausgleichen. Nach dem Wechsel ergriffen die Karlsruher die Initiative, setzten sich in der Hälfte der Hamburger fest und gingen folgerichtig durch den zweiten Treffer von Bernhard Termath mit 2:1 in Führung. Den Hamburgern fehlte anschließend offenbar die Kraft, um das Spiel noch einmal zu wenden, zumal Klaus Stürmer aufgrund einer Verletzung nur noch als Statist auf dem Platz stand. Zudem hatte der HSV Pech, als Seeler in der 85. Minute nur den Pfosten traf – im Gegenzug fiel dann das entscheidende Tor zum 3:1-Endstand. |

## Beste Torschützen
Nachfolgend sind die besten Torschützen des DFB-Pokals 1956 aufgeführt. Sie sind nach Anzahl ihrer Treffer sortiert, bei Gleichstand alphabetisch.
| Rang | Spieler           | Verein             | Tore |
| ---- | ----------------- | ------------------ | ---- |
| 1    | Heinz Ruppenstein | Karlsruher SC      | 2    |
|      | Uwe Seeler        | Hamburger SV       | 2    |
|      | Bernhard Termath  | Karlsruher SC      | 2    |
| 4    | Heinz Beck        | Karlsruher SC      | 1    |
|      | Max Fischer       | Karlsruher SC      | 1    |
|      | Karl Gramminger   | Fortuna Düsseldorf | 1    |
|      | Günter Knof       | FK Pirmasens       | 1    |
|      | Antoine Kohn      | Karlsruher SC      | 1    |
|      | Günter Schlegel   | Hamburger SV       | 1    |
|      | Kurt Sommerlatt   | Karlsruher SC      | 1    |
|      | Leo Wadle         | FK Pirmasens       | 1    |